# Rosa Marga Rothe
Rosa Marga Rothe (Lauchhammer-West, 1 de Junho de 1940  — Belém do Pará, 04 de junho de 2016) foi uma antropóloga, pastora luterana, feminista e ativista social. Destacou-se por sua atuação em movimentos sociais, principalmente naqueles relacionados aos direitos humanos no estado do Pará. Era graduada em Teologia pela Universidade Federal do Pará (UFPA) e pós-graduada como especialista e mestre em Antropologia Social.

## Biografia
Rosa Marga Rothe nasceu na cidade alemã de Mückenberg, que atualmente se chama Lauchhammer-West. Sua família migrou para o Brasil em Setembro de 1949 para fugir das vicissitudes da II Guerra Mundial. A cidade escolhida foi Teófilo Otoni – Minas Gerais, onde Marga viveu por duas décadas. Após este período, fixou residência em Belém do Pará e se naturalizou brasileira.
Em Belém, estudou Teologia na Universidade Federal do Pará (UFPA), onde se tornou Especialista e Mestre em Antropologia Social. Foi durante o curso de Teologia que Marga começou a atuar na luta pelos direitos humanos. Neste período, conheceu outros nomes importantes da história política do Pará, que foram símbolos da luta pelo feminismo: Iza Cunha e Ecilda Veiga.
As duas atuavam na luta contra a ditadura militar e realizavam pequenos seminários que, a partir da crescente união de pessoas, como a própria Marga Rothe, deu origem à Sociedade Paraense de Defesa dos Direitos Humanos - SDDH, em 1977.
A luta contra o regime era feita de forma coletiva, especialmente via SDDH, Jornal Resistência, e movimentos populares como a Comissão dos Bairros de Belém (CBB), Campanha pelo Direito de Morar, e no Centro de Intercâmbio de Pesquisas e Estudos Econômicos e Sociais (CIPES) – no qual adultos eram alfabetizados com o Método Paulo Freire e monitores eram treinados. 

## Prêmios
- Prêmio Direitos Humanos da Presidência da República, na categoria "Segurança Pública", por indicação da Secretaria Especial dos Direitos Humanos (2004)
- Prêmio José Carlos Castro da Ordem dos Advogados do Brasil – Seccional do Pará (2008)[3]
- Doutora Honoris Causa pela Faculdades EST (2010)[4]